# Худичи

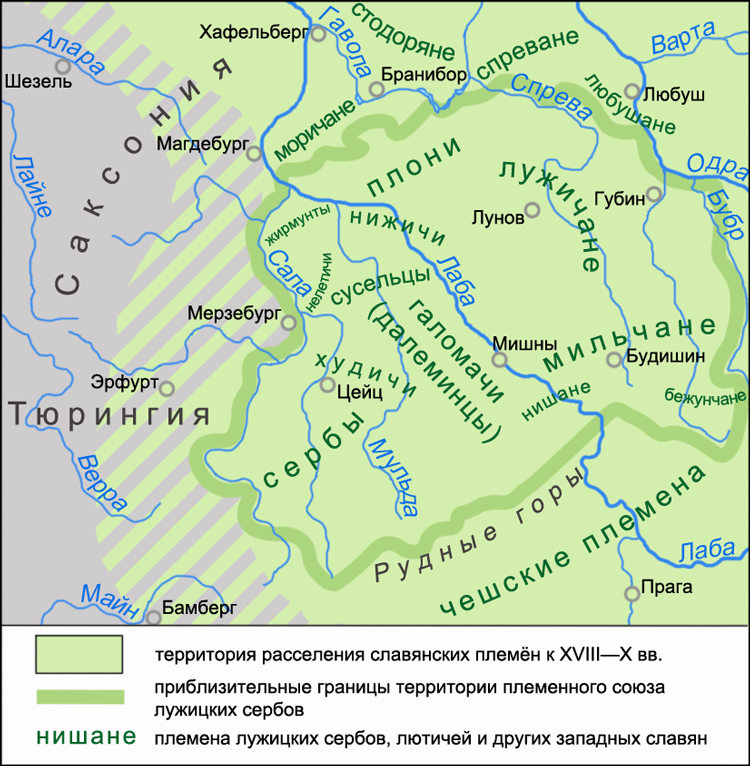
Племя худичей на карте размещения лужицкосербских племён в VIII—X вв.

Ху́дичи (хутичи, пол. Chutycy, Chutyzi) — средневековое западнославянское племя, входившее в состав союза племён лужицких сербов (одно из трёх крупных объединений полабских славян) наряду с далеминцами, сорбами, лужичанами, мильчанами, нишанами, сусельцами и другими племенами.
Во второй половине I тысячелетия худичи занимали земли в междуречье Зале (Салы) и Мульды в их среднем течении на территории современной Германии (федеральная земля Саксония) в районе Лейпцига (в.-луж.  и н.-луж. Lipsk). С севера с землями худичей граничили территории племён нелетичей и сусельцев, к востоку от худичей размещалось племя далеминцев, к югу — племя сорбов, к западу за рекой Заале находились области расселения германских племён. Так же, как и остальные славянские племена междуречья Эльбы и Заале худичи одними из первых ещё до IX века объединились в племенной союз во главе с сорбами.
После покорения племён лужицкосербского союза немцами в X веке славянское население междуречья Заале и Мульды, где жили худичи, было германизировано.